# 有愛一家人
《有愛一家人》（英語：Love Family），2013年三立華人電視劇八點檔系列第7部作品，由金牌風華影像製作公司製作。宥勝、房思瑜、李運慶、周曉涵領銜主演。2013年10月9日開鏡，10月29日起於三立都會台20:00首播，東森綜合台則於當天22:00播出。2014年1月29日殺青，2月10日播出最終回，全劇共72集。接擋《幸福選擇題》。

## 播出時間
以下時間以當地時間（台灣時間）為準

### 首播
| 頻道                  | 所在地   | 播映日期       | 播出時間                               |
| --------------------- | -------- | -------------- | -------------------------------------- |
| 三立都會台            | 臺灣     | 2013年10月29日 | 每週一至週五 20:00-21:00               |
| 東森綜合台            | 臺灣     | 2013年10月29日 | 每週一至週五 22:00-23:00               |
| 三立綜合台            | 臺灣     | 2015年12月16日 | 每週一至週五 20:00-21:00               |
| Astro双星             | 马来西亚 | 2013年11月18日 | 每週一至週五 18:30-19:30               |
| 星和娛家戲劇台        | 新加坡   | 2013年12月5日  | 每週一至週五 19:00-20:00               |
| J2                    | 香港     | 2014年4月21日  | 每週一至週五 19:30-20:30               |
| Astro双星 Astro双星HD | 马来西亚 | 2015年3月11日  | 每週日至週四 10:00-12:00 （一次播2集） |
| Astro喜悦HD           | 马来西亚 | 2015年6月11日  | 每週一至週五 17:00-18:00               |

### 重播
| 頻道                  | 所在地   | 播出日期       | 重播時間                                                     |
| --------------------- | -------- | -------------- | ------------------------------------------------------------ |
| 三立都會台            | 臺灣     | 2013年10月30日 | 每週二至週六 00:00-01:00                                     |
| 三立都會台            | 臺灣     | 2013年10月30日 | 每週一至週五 13:00-14:00                                     |
| 三立都會台            | 臺灣     | 2013年11月2日  | 每週六 19:30-22:00 （重播週一至週三Part3或4部分內容）        |
| 三立都會台            | 臺灣     | 2013年11月3日  | 每週日 12:30-15:00 （重播週一至週三Part3或4部分內容）        |
| 三立都會台            | 臺灣     | 2013年11月3日  | 每週日 20:00-22:00 （重播週三Part3或4至週五部分內容）        |
| 三立都會台            | 臺灣     | 2013年11月9日  | 每週六 13:00-15:00 （重播週三Part3或4至週五部分內容）        |
| 東森綜合台            | 臺灣     | 2013年10月30日 | 每週二至週六 01:00-02:00                                     |
| 東森綜合台            | 臺灣     | 2013年10月30日 | 每週一至週五 07:00-08:00 12:00-13:00 16:00-17:00 18:00-19:00 |
| Astro双星             | 马来西亚 | 2013年11月19日 | 每週一至週五 07:30-08:30 13:30-14:30 17:30-18:30 23:30-00:30 |
| Astro双星             | 马来西亚 | 2013年11月20日 | 每週二至週六 02:30-03:30                                     |
| Astro双星             | 马来西亚 | 2013年11月23日 | 每週日 01:30-05:30 （一个星期完整重播）                      |
| Astro双星             | 马来西亚 | 2013年11月23日 | 每週日 13:30-17:30 （一个星期完整重播）                      |
| 星和娛家戲劇台        | 新加坡   | 2013年12月5日  | 每週一至週五 22:00-23:00                                     |
| 星和娛家戲劇台        | 新加坡   | 2013年12月6日  | 每週一至週五 01:30-02:30 04:30-05:30 08:30-09:30 11:30-12:30 |
| J2                    | 香港     | 2014年4月22日  | 每週二至週六 10:00-11:00                                     |
| Astro双星 Astro双星HD | 马来西亚 | 2015年3月12日  | 每週一至週五 04:00-06:00 （一次播2集）                       |
| Astro喜悦HD           | 马来西亚 | 2015年6月12日  | 每週二至週六 04:30-05:30                                     |

## 演員列表

### 主要演員
| 演員   | 角色 （粤配）   | 介紹 | 登場集數                     |
| 宥勝   | 萬聖仁 (袁德基) | 29歲，萬星集團總經理。雖然背景顯赫卻沒有驕傲自負的氣息，反而對人親切，內心嚮往自由，裝扮總是輕鬆休閒。因家規常被父母要求相親，偶然發現幼時偶遇的女孩給他的手帕上三朵花的所在，於是答應母親在一百天內找到小天使並與她結婚，遂隱瞞身分到幸福居當長工。原以為小天使是有情，得知她已婚後打算離開幸福居，但因簽訂了工作合約只好繼續留下。有一天在菜園工作時被蛇嚇到，事後從茵茵的閒聊中得知，尋找已久的小天使竟是與自己衝突連連的許有愛。因一時無法接受心目中的小天使形象幻滅，便決定只將手帕物歸原主並道謝，卻逐漸被有愛的熱心善良所吸引。參加開華的生日派對時，為了救有愛不慎從船上跌落海裡，因撞傷頭部而溺水。在老闆夫婦出遠門期間，因民宿停電，意外使有愛扭傷腳而相當自責，且對有愛十分照顾。向有愛告白後，很高興她願意以不結婚為前提交往。被母親要求去德國出差一星期，回來後得知順成有外遇，便將自己的律師好友崇威介紹給有情。某天主動說出自己的真實身分和目的，卻讓有愛受到極大的驚嚇。之後他誠心道歉而得到有愛的原諒，並答應有愛暫不將自己的身分公開。雙方家長見面後，因兩人的的父親曾結下深仇大恨，而遭許父辭退並被迫拉開彼此之間的距離。但他不願放棄，在有情有夢的幫助下與有愛見面，並鼓勵她勇敢面對。後與龍十以房客的身分入住幸福居，憑著堅定的意志終獲許父的認同。透過崇威得知有愛常去養老院，因好奇而前往查詢，才發現自己的舅舅早在二十年前罹患了遺傳性阿茲海默症。深怕自己也會發病而讓有愛失去幸福，於是取消婚約欲與有愛斷絕關係，並以金錢利益為前提安排相親，甚至向懷孕的有愛狠心提出只要小孩不要媽的決定。在母親的勸慰下，明白自己傷害了有愛並阻止有愛墮胎，才知道她為了挽回自己的心而謊稱懷孕。最終與有愛結婚，五年後育有二子大寶和二寶。                    | 1-23,26-72                   |
| 房思瑜 | 許有愛 (王綺婷) | 27歲，幸福居民宿總裁。許家大女兒，為人坦率有正義感，為了節省民宿開銷，對金錢較為斤斤計較，是三姊妹中最龜毛、最完美主義的。初遇聖仁時，因火爆脾氣而被龍十戲稱為「火星人」。但孝順的她卻瞞著父母擁有一手好廚藝。雖常被父親好意撮合，但對於青梅竹馬的開華總是不來電，只把他當成普通朋友看待。二十年前曾救過一名怕蛇的小男孩，在聖仁向她道謝後，卻認為自己的行為只是舉手之勞。夢想在台灣的東南西北各開一間幸福居。父母出遠門期間，民宿發生停電時不慎扭傷腳，原以為聖仁對她的殷勤照料只是為了報恩，才發現自己對聖仁有特別的好感。為了經營幸福居及照顧家人，便以不結婚為前提交往回覆聖仁的告白。某天在菜園工作時，從聖仁口中得知其真實身分後，雖受到驚嚇但對自己訂下的排富條件已不在意。因神秘房客方安婷的出現，吃醋而起了警覺心，並忍不住向安婷宣告主權，強調自己是聖仁的女朋友。為證明自己深愛聖仁的決心，面對重重考驗，以不屈不撓的勇氣獲得了萬媽媽的認同。由於兩人的父親曾結怨，而被父母要求與聖仁分手時，因無法抉擇而不敢見聖仁。後在妹妹們的幫助與鼓勵下勇敢正視自己的心，並和聖仁保持情侶的關係。父親想通不該因兩家的恩怨而禁止往來後，兩人的交往在眾人的祝福下不再躲躲藏藏。被萬母告知聖仁擁有遺傳性疾病阿茲海默症的家族基因後，雖害怕卻不退縮。此後經常去養老院探望羅舅舅，並積極主動向聖仁求婚。 明白聖仁擔心連累自己而取消婚約，仍堅決不肯放棄，在親朋好友的協助下，利用各種辦法不斷想贏回聖仁的心。因壓力過大誤以為懷了聖仁的小孩，並藉此做為挽回聖仁的契機，於家人面前假裝懷孕。但在聖仁冷漠無情的决定下，心灰意冷打算以假墮胎結束一切。對於聖仁突如其來的阻止與道歉，內心十分感動。最終與聖仁結婚，成為勝任愉快的萬星飯店總經理夫人，五年後育有二子大寶和二寶。 | 全劇                         |
| 李運慶 | 龍十 (簡懷甄)   | 29歲，萬星集團首席特助。負責打理聖仁的生活及事務，總能先一步猜中聖仁的心思，兩人互相吐槽又互相掩護，擁有超越主僕的情誼。與聖仁一起到幸福居當長工，陪他一同尋找小天使。因做事認真且幽默風趣，而成為大家眼中的開心果。某次在做手拉胚時，不小心吻到茵茵，讓富有責任感的他，以為奪走茵茵的初吻而自責。由於茵茵的玩笑話而無法相信她的告白，但在茵茵表明真心後，表示應由自己來追求她，並要茵茵努力打動自己的心。接到董事長夫人的命令，要求其協助安婷接近聖仁後，因不願背叛對聖仁的那份忠心，便攔下與安婷有關的所有事物。一次被茵茵邀請去電玩展時，為了代替聖仁帶安婷做導覽，只好拒絕茵茵陪安婷去渡船頭，卻造成了茵茵的誤會。在有愛及聖仁的逼問下，才知道自己無意間傷害了茵茵。為了扛下一切責任便向聖仁遞出辭呈，並道出自己行為背後無可奈何的苦衷。經過聖仁的安慰及鼓勵後，向茵茵道歉並坦白一切，甚至釋出真心而感動了茵茵，兩人繼而開始交往。許家與萬家雙方父母見面當天，得知許父和董事長有仇恨關係時，很為聖仁與有愛因此事而被迫分開感到難過。在茵茵的要求下，將她帶到墓前介紹給自己的父母。其父親曾是萬家的司機，幼時父母意外過世後，便被萬家收留並與聖仁一起生活了二十年。得知翰文要去法國留學，遂答應茵茵的請託幫忙咖啡廳的生意，積極向翰文學習煮咖啡、做手拉胚。向茵茵求婚後順利與她結婚，五年後育有三子。 | 全劇                         |
| 周曉涵 | 張茵茵 (羅婉楓) | 27歲，有愛的姐妹淘兼鄰居，王秀賢之女，張翰文的姊姊。家裡經營的咖啡廳與幸福居有合作關係，當聖仁和龍十休息時，經常送翰文煮的咖啡及親手做的糕點慰勞他們。在有愛的菜園裡與聖仁初次見面時，便被他的氣質所吸引。興匆匆的向聖仁告白後，但被拒絕。與龍十打打鬧鬧的相處下，逐漸喜歡上他認真耿直的處事態度。某次在教龍十做手拉胚時，不小心被龍十吻到，索性以自己的初吻來捉弄龍十。之後決定追求龍十並向他告白，卻被龍十當成玩笑話。為讓龍十看到自己的真心，而實踐將兩人初吻照片裱框的諾言。聽了龍十的答覆後，決心讓他愛上自己而努力。一天邀他去電玩展時，目睹龍十為陪安婷去碼頭並拒絕了自己，誤認為龍十喜歡安婷而十分傷心。因龍十主動坦誠一切真相，十分感動而原諒了他，兩人並繼而開始交往。看到有愛與聖仁感情路上的波折，擔心自己跟龍十也會碰到一樣的問題，而央求見龍十的父母。得知龍十的父母早已不在人世後，也明白了他和聖仁情同手足的緣由。自從聖仁離開幸福居，並極力斷絕與有愛的關係後，為有愛感到十分難過。後來開心接受龍十的求婚，一度以為懷孕，卻被診斷為假性懷孕，而讓渴望擁有家庭的龍十感到失望。與龍十結婚後，五年後育有三子。 | 1-10,12-21,23-24,27-36,38-72 |

### 其他演員
| 演員   | 角色 （粤配）   | 介紹 | 登場集數                                                    |
| 茵芙   | 許有情 (陳雪瑩) | 26歲，王順成前妻，許家二女兒，家庭主婦。在百貨公司撞見了順成外遇，外遇的對象是他的護士助理。在醫院裡見順成，突然有爱衝進來鬧顺成有外遇，然後順成解釋這一切，但是想這可能是誤會，所以還是對順成深信不疑。有一天有爱的腳受傷，她借順成的車載有爱去醫院治療，在開車途中不小心撞到闖紅燈的機車騎士，被機車騎士辱罵要她賠錢，不過幸好有夢來解圍。為了知道車禍是誰的錯，便聽從有夢的話把行車紀錄器的影片拿出來給翰文來讀取，結果看到順成竟載他的護士助理上賓館，发现順成真的外遇。很難過自己的付出竟換來順成的欺騙，想帶倫倫回幸福居，可倫倫被順成帶去奶奶家，只能自己一人回幸福居，也不想讓爸媽知道順成有外遇。順成想要她回去，并向许爸爸许妈妈坦白自己有外遇，但她还是不想見到他，決定離婚。離婚前想把倫倫帶走，但順成不想離婚，把倫倫藏起來不让她帶走，她想盡辦法求法院提告。為了要回倫倫便聽從律師崇威的話去找工作，但几乎没有公司錄取她，不过最後她还是找到工作。順成和倫倫回台灣後，她就去順成家找他，對順成說了一番话，讓順成想了一下，最後决定将倫倫還給她。本来很高兴圣仁和有爱在一起，却没想到爸爸是圣仁父亲的仇人，而爸爸要有爱和圣仁断绝来往為了让圣仁和有爱见面，就和有夢一起合作，讓有爱和聖仁把話好好說。為了讓倫倫感到幸福快樂，就答應伦伦，和顺成一起去遊樂園玩，請顺成讓倫倫有快樂的一生，最後順成答應一起去遊樂園玩。在倫倫生日當天，順成決定給倫倫最好的禮物，于是他簽離婚合約書。最後法律判定雙方必須以分擔監護權，要每隔一段時間輪流負責照顧孩子。得知有爱为挽回圣仁的心而假装怀孕，决定和她一起隐瞒其他人。                  | 2-3,5-7,9-11,13, 20-38,40,45-50, 52-56,59-72                |
| 楊可涵 | 許有夢 (顧詠雪) | 22歲，許家小女兒，就讀大學，外拍模特兒，常跟有愛鬥嘴，和翰文是從小就認識的青梅竹馬。新老板是正期。拿到模特兒的合約書，本來想簽約成為模特兒，結果媽媽在整理房間時發現了合約書，於是媽媽就將這件事告訴爸爸，爸爸不同意簽這合約書，只好放棄當模特兒。事後怕對不起正期就將實情告訴他。本来很高兴圣仁和有爱在一起，却没想到爸爸是圣仁父亲的仇人，而爸爸要有爱和圣仁断绝来往，為了让圣仁和有爱见面，就和有情一起合作，讓有爱和聖仁把話好好說。有一天她拿出正期老闆給她的與公司的一筆錢的支票給爸媽看，沒事先跟家裡的人討論好，讓爸爸生氣，之後和爸爸大吵一架就跑到外面流浪，很氣爸爸否定她的能力。很希望翰文能過來安慰自己，結果翰文沒注意，去找正期來安撫她。因為不想回家就住在飯店裡，第二天正期讓翰文來見她，翰文好好劝她，但因为翰文不懂她的想法，又跟翰文大吵一架。然後有爱和聖仁來找她談话，最後认识到自己做錯事。跟爸爸和好，可是還不想回家，聖仁就讓她住在他的家。曾住在聖仁的家，後搬回幸福居住。後跟翰文告白，與翰文交往。因翰文要到法國留學而感到不捨得。 | 2-3,5,7-30,32,34-38, 41-44,46-53,55-60, 62-64,67-68,70-72   |
| 沈孟生 | 許漢元 (利耀堂) | 56歲，許家三姐妹之父,幸福居的老闆。為了實現有愛的夢想，跟昭君去花蓮看要買的土地。回來後跟大家說那塊地是很好的，可以建第二棟幸福居。自從順成來幸福居承認他自己有外遇而傷害了有情后就非常痛恨他，不准順成跟有情再有任何關係，也不让他來幸福居。聖仁告訴他，自己已經和有愛交往，生氣兩人隱瞞他這麼久，但最後還是欣然接受，十分滿意聖仁，但要求在結婚前不能有太過親密的舉動。20年前與萬天龍有很大的仇恨，到現在還沒全消。在與聖仁的父母見面當天，才知道聖仁的父親竟然是他的仇人，就不准有愛和聖仁繼續交往，也讓有愛很傷心。後把聖仁跟龍十開除，但開除了聖仁跟龍十后，聖仁跟龍十就住在幸福居裡请求他同意圣仁与有爱重新在一起，最后他还是同意了聖仁跟龍十。有一天有夢拿出她與公司合作的支票，對她沒事先跟家人討論好就擅自做的行为很生氣，就跟有夢大吵一架，然而也希望有夢能成熟一點，知道她不想回幸福居，而住在聖仁的家，就跟她谈話，最後父女和好了。之後去找正期才清楚為何有這筆錢。本來有跟開華爸爸有買土地的合作關係，直到開華通知他說那塊地由清潔公司買下，要蓋焚化爐，非常擔心這個問題，决定不卖那块地，本來想要与对方商量降低違約金，可對方不肯，還以為降低违约金的事没希望，但最後萬天龍却在他不知情的情况下幫他解决違約金的事。聽到这个消息後还以為是開華爸爸解决這個问题，很高興對方不用蓋焚化爐影響幸福居。當陳爺爺和金花奶奶回來幸福居，才聽他們說以前兩人就是因為父母的關係才不能在一起，他才知道因為上一代的恩怨而影響到下一代的愛情是不對的，所以想讓有愛和聖仁繼續交往。後來也知道土地的違約金是天龍付的，才知道天龍不想搶走幸福居。 | 1-15,17,22-32,35-38, 40,43-44,46-58,61-66,69-72             |
| 劉瑞琪 | 林昭君 (鄧潔麗) | 有愛、有情、有夢的媽媽，幸福居的老闆娘。有一天要和漢元去花蓮，就把幸福居交給有愛，怕有愛忙不過來，就叫聖仁和龍十暫時睡在幸福居。在工作時看到聖仁跟有愛在一起,心裡很高興他們兩個在一起。在跟聖仁父母見面當天，知道聖仁的父親是漢元的仇人萬天龍。當天晚上看著有愛很難過，就對她說爸爸是永遠不會原諒萬天龍的，希望有愛能跟聖仁把距離拉開。且對聖仁說不要把時間浪費在有愛身上，不要因為家里的事跟愛情讓有爱煩惱，而聖仁卻不想放棄，仍想得到所有人的認同。聽開華說清潔公司要用幸福居的土地蓋焚化爐，為自己的生意十分擔心，直到萬天龍找她说願意出這筆違約金，就同意天龍幫忙。天龍讓她向漢元保密，她只好說是開華爸爸賣掉土地才付得起違約金。自從漢元说不再因為恩怨而影響到有愛和聖仁的愛情后，就告訴他違約金是天龍付的。 | 1-15,17,22-38,40 42,46-57,60-66,69-72                       |
| 關勇   | 萬天龍 (李家輝) | 聖仁的父親，萬星集團飯店的董事長。一切事都以曉楓為主。在聖仁和有愛在飯店喝下午茶時見到两人，聖仁便向他介紹有愛，很高興他們倆是男女朋友。与有愛父母見面當天，才知道漢元是有爱的爸爸。因為在二十年前做出對不起漢元的事，漢元不准他來幸福居，到現在漢元對他的恨仍未化解。很難過破壞聖仁的幸福。看到漢元來萬星飯店時覺得很奇怪，就问聖仁，才知道幸福居有危險。雖然很想幫漢元，但不好跟他談，就去找昭君说他願意出這筆違約金來救幸福居，最後昭君同意幫忙。 | 1,33,43,48,54,58                                            |
| 林秀君 | 羅曉楓 (王夢華) | 聖仁的母親。一直觀察聖仁說的小天使是誰，后聽聖仁說是有愛。有段时间需要聖仁去一趟德國一星期，並通知聖仁请假。為觀察有爱，便趁聖仁去德國的時候，就到幸福居住宿。認為安婷適合當萬家媳婦，得知安婷住在幸福居，便命令龍十協助安婷和聖仁相處。雖認為有愛不適合聖仁，但欣賞有愛的勇氣，願意給有愛机会證明自己是最適合聖仁的人。有一天跟有愛說為什麼要聖仁在三十歲以前結婚，就告訴有愛自己的哥哥在三十五歲時得了阿茲海默症，得病後把所有萬星飯店的工作全交給她，而聖仁有一半羅家的血統，萬一圣仁也得這種病就只能让他的妻子繼承萬星飯店。 | 1,14-15,20,23-25,27, 33,39,43-44,47-48, 58-59,61,65-67,71   |
| 顏嘉樂 | 王秀賢 (姜嘉蕾) | 翰文、茵茵的媽媽，喜歡被叫姐姐勝過媽媽，追逐流行不亞於年輕人。知道翰文要去法國，非常難過，希望翰文能在法國好好過下去。知道漢元跟聖仁的父親有仇，而漢元讓聖仁和有愛斷絕交往，很為他們感到難過。就去找漢元和昭君提議，結果失败，希望漢元能沖淡掉對天龍的恨。 | 6-9,18-19,29,34,45, 49,63,68,70,72                          |
| 邵翔   | 張翰文 (張振熙) | 22歲，王秀賢之子，張茵茵的弟弟，默默無名的陶藝家，和有夢是青梅竹馬。喜歡有夢。聽說有夢跟正期在一起，開始有点在乎有夢對老板的感觉。向有夢告白後没有得到不回應，便決定聽從安婷的建議到法國學習陶藝。去法國之前，把咖啡廳的生意交給妈妈和姐姐，可是他想到兩個人可能會忙不過來，就教龍十学煮咖啡及做手拉胚。後因有夢向他告白，兩人正在交往。因要到法國留學而使有夢感到不捨得。 | 7-8,16-21,24-25,28, 34-37,41-45,50-53, 56,58-60,62-64,67-68 |
| 惟毅   | 莊開華 (何家裕) | 30歲，小開，喜歡有愛。看到聖仁和有愛一起工作非常忌妒，叫聖仁離有愛遠點。在生日當天在船上開趴，向有愛告白，可有愛只把他當普通朋友，非常難過就把酒杯摔破，結果滑倒差點害有愛掉入海裡，也差點害圣仁被淹死，非常對不起聖仁。有天，得知他的爸爸卖本来要卖给幸福居的土地卖给清潔公司，聽說買主要把那那块土地拿來蓋焚化爐，于是把情况告诉许爸爸和许妈妈。已知有愛已和聖仁正在交往,非常遺憾得不到有愛的心。 | 1,4-5,9,14,53-54,70                                         |
| 趙     | 王順成 (梁皓翔) | 醫生，有情的前夫，在外面偷吃被有情發現。自從有情發現偷吃後，让有情十分難過，而讓有情回娘家。之後他每天陪倫倫上下學，也想有情給一次機會。來幸福居向大家承認有外遇，而且持续了半年，讓汉元和昭君十分生氣，不准他再来幸福居。<有情向他提出說離婚，可他不想離婚，所以就把倫倫藏起來，不讓有情帶走。知道有情找了律師，聽到律師說有情是想要養倫倫，便帶倫倫出國。回台灣後有情找他聽有情說以前他晚下班讓倫倫很孤單，才體會到有情和倫倫当时的心情。為了不想讓倫倫傷心，就讓倫倫跟有情在一起。在倫倫生日當天簽離婚合約書，讓有情當一個快樂的媽媽。最後法律判定雙方必須以分擔監護權，要每隔一段時間輪流負責照顧孩子。 | 6-7,10,13,20-21, 23-25,31,36-37,45, 52-53,55                |
| 趙乙丞 | 王宇倫 (馮詠恩) | 5歲，许有情與王順成的兒子。 | 2-3,5-7,9-10,13,24, 45-47,52-53,55                          |
| 綠茶   | 宋正期 (蔡威賢) | 拍照模特兒的負責人，與有夢和翰文有合作關係。拍攝雜誌封面很成功，之后公司把代理權轉交給他，隨即創立公司，想和有夢一起經營公司。當有夢跟她爸爸吵架后离家出走，就把有夢帶到旅館安撫她的情緒，接著給翰文劝有夢的機會，但翰文不了解有夢的想法，導致翰文和有夢吵架，在他阻止两人爭吵中不小心被翰文一推而受傷。之後有夢的爸爸找他談關於和有夢經營的公司，也希望有夢爸爸能肯定有夢有能力跟他一起經營，而收回了有夢想要用的那筆錢。 | 11,15-19,25-26,41, 44,47,51-53                              |
| 陳泓宇 | 李崇威 (蔡忠衛) | 律師，聖仁的大學同學，喜歡運動因為能活絡腦部，處理事情思緒清楚。答應聖仁協助有情打官司，告訴有情為了取得撫養權就必須證明自己的能力，要求她去找工作。看到有愛從養老院出來,因為不知有愛為什麼會去養老院，就将事情告訴给聖仁。 | 31,33-34,36-38,48, 61,64,67                                 |
| 林可彤 | 方安婷 (馮詠恩) | 方董的女兒，曉楓合意的媳婦人選。對昆蟲有興趣，居住在幸福居是為了要認識聖仁，但讓有愛誤會吃醋。後來和有愛成為朋友，並協助有愛融入有錢人的生活。 | 35-42,44-45,47,68,70                                        |

### 客串演員
| 演員                        | 角色 （粤配）            | 介紹 | 登場集數     |
|                             | 萬聖仁 （幼年） (姜嘉蕾) | | 1,6-7,48     |
| 張庭宜                      | 許有愛 （幼年） (陳頴琪) | | 1,6-7,48     |
| Albee                       | 護士                     | 順成偷吃的對象,已被顺成要求分手。 | 6-7,10,20-21 |
| 黃泰安                      | 男房客                   | 掉手機的房客。 | 7-8          |
| 程茉                        | 女房客                   | 掉手錶的房客好友。 | 7-8          |
| 張國棟                      | 陳志雄 (陳德)            | 預約幸福居的房客,與金花有著三十年的約定。得了癌症，本想在與金花見面後偷偷離開，但最後還是為了金花留下來，和金花一起度過生命中最後的三個月。和金花回到幸福居，並幫助有愛和聖仁開導漢元，最後在幸福居過世，也在過世前囑咐金花好好活下去。                                                                                          | 11-14,55-57  |
| 家安                        | 金花 (冼蓮寶)            | 陳志雄的朋友，與陳志雄有著三十年的約定。當年因家裡的反對而不能和志雄在一起。得知志雄患上癌症只剩下三個月的壽命後，決定陪志雄度過最後的三個月，彌補三十年來與志雄失去的時光。和志雄回到幸福居，並歷經失去志雄的傷痛，聽從志雄的話回美國和兒子孫子一起生活，也在臨走前讓漢元明白到不該因上一代的恩怨而影響到下一代的幸福這個道理。 | 12-14,55-57  |
| 陶嫚曼                      | 陶子 (馮詠恩)            | 外號MOMO。龍十的朋友，藉聖仁來測試有愛。 | 16-17        |
| 林利霏                      | 尹家慧 (謝穎茵)          | 預約幸福居的房客，年紀輕輕卻已守寡，被玲玲奶奶趕出去。（但事實是怕她太辛苦，不想讓她來承受）因為玲玲很想與母親過生日而攜玲玲來到幸福居，因讓玲玲生病而被玲玲奶奶責罵，並稱後悔讓玲玲同家慧一起慶祝生日。在秀賢與奶奶爭吵後更被認為是惺惺作態，要求她尋死。最後與奶奶化解心結。                                                   | 26-31        |
| 豆豆 （页面存档备份，存于） | 玲玲 (陳頴琪)            | 尹家慧的女兒，HIV感染者，天性樂觀，個性活潑可愛。非常珍惜與媽媽共處的時間，更希望媽媽回來同住，最後達成願望。 | 26-31        |
| 蓁勤                        | 奶奶 (姜麗儀)            | 尹家慧的婆婆，玲玲的奶奶。因覺得家慧不該承受那些苦，決定讓家慧離開玲玲。所以屢屢說出讓家慧難過的話，藉此希望家慧能主動離開後因以為家慧真要尋死而道出自己的用意。最後與家慧化解心結。 | 28-31        |
| 高振鵬                      | 羅裕程                   | 曉楓的哥哥，聖仁的舅舅。患有遺傳性疾病阿茲海默症，住在療養院里。 | 59,64-65,67  |
| 玓靜                        | 愛蜜莉                   | 上海名媛。是聖仁從上海帶回的未婚妻，目的是為了讓有愛死心。 | 68-69        |

## 電視劇歌曲
| 曲別   | 歌名       | 演唱者 | 作詞         | 作曲   |
| 片頭曲 | 不要問     | 丁噹   | 藍又時、黃婷 | 藍又時 |
| 片尾曲 | 我沒資格   | 家家   | 廷廷         | 廷廷   |
| 插曲   | 闖關       | 品冠   | 黃婷         | 品冠   |
| 插曲   | 更寬的肩膀 | 品冠   | 姚若龍       | 品冠   |
| 插曲   | 不等於     | 家家   | 黃婷         | 徐佳瑩 |

## 收視率
| 臺灣《三立都會台》每日首播收視率列表                                                     | 臺灣《三立都會台》每日首播收視率列表 | 臺灣《三立都會台》每日首播收視率列表 | 臺灣《三立都會台》每日首播收視率列表 | 臺灣《三立都會台》每日首播收視率列表 | 臺灣《三立都會台》每日首播收視率列表 | 臺灣《三立都會台》每日首播收視率列表            | 臺灣《三立都會台》每日首播收視率列表                       |
| 播映日期                                                                                 | 集數                                 | 收視率（僅有線）                     | 收視率（含無線）                     | 收視排名（含無線）                   | 當週平均收視率（含無線）             | 當週八點檔平均收視率（含無線）排名              | 備註                                                       |
| ---------------------------------------------------------------------------------------- | ------------------------------------ | ------------------------------------ | ------------------------------------ | ------------------------------------ | ------------------------------------ | ----------------------------------------------- | ---------------------------------------------------------- |
| 2013年10月29日                                                                           | 1                                    | 1.59                                 | 1.31                                 |                                      | 1.26                                 | 4 風水世家:6.01 天下女人心:3.61 幸福選擇題:1.37 | 週一至週五晚上八點首播 （收視總人口95.8萬）                |
| 2013年10月30日                                                                           | 2                                    | 1.51                                 | 1.24                                 |                                      | 1.26                                 | 4 風水世家:6.01 天下女人心:3.61 幸福選擇題:1.37 |                                                            |
| 2013年10月31日                                                                           | 3                                    |                                      | 1.16                                 |                                      | 1.26                                 | 4 風水世家:6.01 天下女人心:3.61 幸福選擇題:1.37 |                                                            |
| 2013年11月1日                                                                            | 4                                    |                                      | 1.33                                 |                                      | 1.26                                 | 4 風水世家:6.01 天下女人心:3.61 幸福選擇題:1.37 |                                                            |
| 2013年11月4日                                                                            | 5                                    |                                      | 1.25                                 |                                      | 1.46                                 | 3 風水世家:5.97 天下女人心:3.67 精忠岳飛:0.96   |                                                            |
| 2013年11月5日                                                                            | 6                                    |                                      | 1.43                                 |                                      | 1.46                                 | 3 風水世家:5.97 天下女人心:3.67 精忠岳飛:0.96   |                                                            |
| 2013年11月6日                                                                            | 7                                    | 1.83                                 | 1.51                                 |                                      | 1.46                                 | 3 風水世家:5.97 天下女人心:3.67 精忠岳飛:0.96   |                                                            |
| 2013年11月7日                                                                            | 8                                    | 1.87                                 | 1.54                                 |                                      | 1.46                                 | 3 風水世家:5.97 天下女人心:3.67 精忠岳飛:0.96   |                                                            |
| 2013年11月8日                                                                            | 9                                    | 1.93                                 | 1.59                                 |                                      | 1.46                                 | 3 風水世家:5.97 天下女人心:3.67 精忠岳飛:0.96   |                                                            |
| 2013年11月11日                                                                           | 10                                   | 2.00                                 | 1.65                                 |                                      | 1.59                                 | 3 風水世家:5.39 天下女人心:3.98 錯點鴛鴦:0.94   |                                                            |
| 2013年11月12日                                                                           | 11                                   | 2.08                                 | 1.71                                 |                                      | 1.59                                 | 3 風水世家:5.39 天下女人心:3.98 錯點鴛鴦:0.94   |                                                            |
| 2013年11月13日                                                                           | 12                                   | 2.07                                 | 1.70                                 |                                      | 1.59                                 | 3 風水世家:5.39 天下女人心:3.98 錯點鴛鴦:0.94   |                                                            |
| 2013年11月14日                                                                           | 13                                   | 1.79                                 | 1.48                                 |                                      | 1.59                                 | 3 風水世家:5.39 天下女人心:3.98 錯點鴛鴦:0.94   |                                                            |
| 2013年11月15日                                                                           | 14                                   | 1.68                                 | 1.38                                 |                                      | 1.59                                 | 3 風水世家:5.39 天下女人心:3.98 錯點鴛鴦:0.94   |                                                            |
| 2013年11月18日                                                                           | 15                                   | 1.70                                 | 1.40                                 |                                      | 1.45                                 | 3 風水世家:6.18 世間情:3.12 錯點鴛鴦:0.96       |                                                            |
| 2013年11月19日                                                                           | 16                                   | 1.58                                 | 1.31                                 |                                      | 1.45                                 | 3 風水世家:6.18 世間情:3.12 錯點鴛鴦:0.96       |                                                            |
| 2013年11月20日                                                                           | 17                                   | 1.86                                 | 1.53                                 |                                      | 1.45                                 | 3 風水世家:6.18 世間情:3.12 錯點鴛鴦:0.96       |                                                            |
| 2013年11月21日                                                                           | 18                                   |                                      | 1.37                                 |                                      | 1.45                                 | 3 風水世家:6.18 世間情:3.12 錯點鴛鴦:0.96       |                                                            |
| 2013年11月22日                                                                           | 19                                   |                                      | 1.64                                 |                                      | 1.45                                 | 3 風水世家:6.18 世間情:3.12 錯點鴛鴦:0.96       |                                                            |
| 2013年11月25日                                                                           | 20                                   |                                      | 1.62                                 |                                      | 1.70                                 | 3 風水世家:6.73 世間情:2.47 戲點鴛鴦:0.99       |                                                            |
| 2013年11月26日                                                                           | 21                                   |                                      | 1.49                                 |                                      | 1.70                                 | 3 風水世家:6.73 世間情:2.47 戲點鴛鴦:0.99       |                                                            |
| 2013年11月27日                                                                           | 22                                   | 2.12                                 | 1.72                                 |                                      | 1.70                                 | 3 風水世家:6.73 世間情:2.47 戲點鴛鴦:0.99       |                                                            |
| 2013年11月28日                                                                           | 23                                   | 2.11                                 | 1.77                                 |                                      | 1.70                                 | 3 風水世家:6.73 世間情:2.47 戲點鴛鴦:0.99       |                                                            |
| 2013年11月29日                                                                           | 24                                   | 2.31                                 | 1.90                                 |                                      | 1.70                                 | 3 風水世家:6.73 世間情:2.47 戲點鴛鴦:0.99       |                                                            |
| 2013年12月2日                                                                            | 25                                   | 2.09                                 | 1.72                                 |                                      | 1.74                                 | 3 風水世家:5.73 世間情:2.58 戲點鴛鴦:0.99       |                                                            |
| 2013年12月3日                                                                            | 26                                   | 2.06                                 | 1.70                                 |                                      | 1.74                                 | 3 風水世家:5.73 世間情:2.58 戲點鴛鴦:0.99       |                                                            |
| 2013年12月4日                                                                            | 27                                   | 1.99                                 | 1.64                                 |                                      | 1.74                                 | 3 風水世家:5.73 世間情:2.58 戲點鴛鴦:0.99       |                                                            |
| 2013年12月5日                                                                            | 28                                   | 2.24                                 | 1.86                                 |                                      | 1.74                                 | 3 風水世家:5.73 世間情:2.58 戲點鴛鴦:0.99       |                                                            |
| 2013年12月6日                                                                            | 29                                   | 2.16                                 | 1.78                                 |                                      | 1.74                                 | 3 風水世家:5.73 世間情:2.58 戲點鴛鴦:0.99       |                                                            |
| 2013年12月9日                                                                            | 30                                   | 2.35                                 | 1.93                                 |                                      | 1.89                                 | 3 風水世家:5.91 世間情:2.83 後宮美人計:0.82     |                                                            |
| 2013年12月10日                                                                           | 31                                   | 2.02                                 | 1.66                                 |                                      | 1.89                                 | 3 風水世家:5.91 世間情:2.83 後宮美人計:0.82     |                                                            |
| 2013年12月11日                                                                           | 32                                   | 2.24                                 | 1.85                                 |                                      | 1.89                                 | 3 風水世家:5.91 世間情:2.83 後宮美人計:0.82     |                                                            |
| 2013年12月12日                                                                           | 33                                   | 2.52                                 | 2.08                                 |                                      | 1.89                                 | 3 風水世家:5.91 世間情:2.83 後宮美人計:0.82     |                                                            |
| 2013年12月13日                                                                           | 34                                   | 2.32                                 | 1.93                                 |                                      | 1.89                                 | 3 風水世家:5.91 世間情:2.83 後宮美人計:0.82     |                                                            |
| 2013年12月16日                                                                           | 35                                   | 2.35                                 | 1.93                                 |                                      | 1.91                                 | 3 風水世家:5.68 世間情:3.01 後宮美人計:0.90     |                                                            |
| 2013年12月17日                                                                           | 36                                   | 2.23                                 | 1.84                                 |                                      | 1.91                                 | 3 風水世家:5.68 世間情:3.01 後宮美人計:0.90     |                                                            |
| 2013年12月18日                                                                           | 37                                   | 2.45                                 | 2.02                                 |                                      | 1.91                                 | 3 風水世家:5.68 世間情:3.01 後宮美人計:0.90     |                                                            |
| 2013年12月19日                                                                           | 38                                   | 2.38                                 | 1.96                                 |                                      | 1.91                                 | 3 風水世家:5.68 世間情:3.01 後宮美人計:0.90     |                                                            |
| 2013年12月20日                                                                           | 39                                   | 2.21                                 | 1.82                                 |                                      | 1.91                                 | 3 風水世家:5.68 世間情:3.01 後宮美人計:0.90     |                                                            |
| 2013年12月23日                                                                           | 40                                   | 2.26                                 | 1.86                                 |                                      | 1.80                                 | 3 風水世家:5.84 世間情:2.84 後宮美人計:0.92     |                                                            |
| 2013年12月24日                                                                           | 41                                   | 2.04                                 | 1.68                                 |                                      | 1.80                                 | 3 風水世家:5.84 世間情:2.84 後宮美人計:0.92     |                                                            |
| 2013年12月25日                                                                           | 42                                   | 2.10                                 | 1.73                                 |                                      | 1.80                                 | 3 風水世家:5.84 世間情:2.84 後宮美人計:0.92     |                                                            |
| 2013年12月26日                                                                           | 43                                   | 2.36                                 | 1.94                                 |                                      | 1.80                                 | 3 風水世家:5.84 世間情:2.84 後宮美人計:0.92     |                                                            |
| 2013年12月27日                                                                           | 44                                   | 2.14                                 | 1.76                                 |                                      | 1.80                                 | 3 風水世家:5.84 世間情:2.84 後宮美人計:0.92     |                                                            |
| 2013年12月30日                                                                           | 45                                   | 2.31                                 | 1.90                                 |                                      |                                      | 3                                               |                                                            |
| 2013年12月31日，三立都會台因播出《WOW高雄！2014不思議港都跨年夜》，故暫停播出一次        |                                      |                                      |                                      |                                      |                                      |                                                 |                                                            |
| 2014年1月1日                                                                             | 46                                   | 2.06                                 | 1.69                                 |                                      | 1.70                                 | 風水世家:5.57 世間情:2.92 阿爸的願望:1.07       |                                                            |
| 2014年1月2日                                                                             | 47                                   | 2.07                                 | 1.70                                 |                                      | 1.70                                 | 風水世家:5.57 世間情:2.92 阿爸的願望:1.07       |                                                            |
| 2014年1月3日                                                                             | 48                                   | 1.84                                 | 1.51                                 |                                      | 1.70                                 | 風水世家:5.57 世間情:2.92 阿爸的願望:1.07       |                                                            |
| 2014年1月6日                                                                             | 49                                   | 1.96                                 | 1.61                                 |                                      | 1.67                                 | 3 風水世家:5.56 世間情:3.09 阿爸的願望:1.09     |                                                            |
| 2014年1月7日                                                                             | 50                                   | 2.03                                 | 1.67                                 |                                      | 1.67                                 | 3 風水世家:5.56 世間情:3.09 阿爸的願望:1.09     |                                                            |
| 2014年1月8日                                                                             | 51                                   | 2.32                                 | 1.90                                 |                                      | 1.67                                 | 3 風水世家:5.56 世間情:3.09 阿爸的願望:1.09     |                                                            |
| 2014年1月9日                                                                             | 52                                   | 1.91                                 | 1.57                                 |                                      | 1.67                                 | 3 風水世家:5.56 世間情:3.09 阿爸的願望:1.09     |                                                            |
| 2014年1月10日                                                                            | 53                                   | 1.97                                 | 1.62                                 |                                      | 1.67                                 | 3 風水世家:5.56 世間情:3.09 阿爸的願望:1.09     |                                                            |
| 2014年1月13日                                                                            | 54                                   | 1.61                                 | 1.32                                 |                                      | 1.56                                 | 3 風水世家:5.73 世間情:3.41 阿爸的願望:1.23     |                                                            |
| 2014年1月14日                                                                            | 55                                   | 2.04                                 | 1.67                                 |                                      | 1.56                                 | 3 風水世家:5.73 世間情:3.41 阿爸的願望:1.23     |                                                            |
| 2014年1月15日                                                                            | 56                                   | 1.80                                 | 1.47                                 |                                      | 1.56                                 | 3 風水世家:5.73 世間情:3.41 阿爸的願望:1.23     |                                                            |
| 2014年1月16日                                                                            | 57                                   | 2.00                                 | 1.64                                 |                                      | 1.56                                 | 3 風水世家:5.73 世間情:3.41 阿爸的願望:1.23     |                                                            |
| 2014年1月17日                                                                            | 58                                   | 2.06                                 | 1.69                                 |                                      | 1.56                                 | 3 風水世家:5.73 世間情:3.41 阿爸的願望:1.23     |                                                            |
| 2014年1月20日                                                                            | 59                                   | 2.09                                 | 1.72                                 |                                      | 1.70                                 | 3 風水世家:5.71 世間情:3.14 阿爸的願望:1.16     |                                                            |
| 2014年1月21日                                                                            | 60                                   | 2.17                                 | 1.78                                 |                                      | 1.70                                 | 3 風水世家:5.71 世間情:3.14 阿爸的願望:1.16     |                                                            |
| 2014年1月22日                                                                            | 61                                   | 2.04                                 | 1.68                                 |                                      | 1.70                                 | 3 風水世家:5.71 世間情:3.14 阿爸的願望:1.16     |                                                            |
| 2014年1月23日                                                                            | 62                                   | 2.17                                 | 1.78                                 |                                      | 1.70                                 | 3 風水世家:5.71 世間情:3.14 阿爸的願望:1.16     |                                                            |
| 2014年1月24日                                                                            | 63                                   | 1.87                                 | 1.54                                 |                                      | 1.70                                 | 3 風水世家:5.71 世間情:3.14 阿爸的願望:1.16     |                                                            |
| 2014年1月27日                                                                            | 64                                   | 1.86                                 | 1.53                                 |                                      | 1.47                                 | 3 風水世家:5.39 世間情:2.21 阿爸的願望1.29      | 本週因特別節目共播出3集,平均收視率=(1.53+1.57+1.32)/3=1.47 |
| 2014年1月28日                                                                            | 65                                   | 1.91                                 | 1.57                                 |                                      | 1.47                                 | 3 風水世家:5.39 世間情:2.21 阿爸的願望1.29      |                                                            |
| 2014年1月29日                                                                            | 66                                   | 1.61                                 | 1.32                                 |                                      | 1.47                                 | 3 風水世家:5.39 世間情:2.21 阿爸的願望1.29      |                                                            |
| 2014年1月30日，三立都會台因播出除夕特別節目《新春巨星瘋馬秀 型男賀新年》，故暫停播出一次 |                                      |                                      |                                      |                                      |                                      |                                                 |                                                            |
| 2014年1月31日，三立都會台因播出初一特別節目《綜藝大熱門特輯》，故暫停播出一次            |                                      |                                      |                                      |                                      |                                      |                                                 |                                                            |
| 2014年2月3日                                                                             | 67                                   | 1.45                                 | 1.19                                 |                                      | 1.80                                 | 3 風水世家:5.75 世間情:2.64 雨夜花:1.04         |                                                            |
| 2014年2月4日                                                                             | 68                                   | 2.06                                 | 1.69                                 |                                      | 1.80                                 | 3 風水世家:5.75 世間情:2.64 雨夜花:1.04         |                                                            |
| 2014年2月5日                                                                             | 69                                   | 2.32                                 | 1.90                                 |                                      | 1.80                                 | 3 風水世家:5.75 世間情:2.64 雨夜花:1.04         |                                                            |
| 2014年2月6日                                                                             | 70                                   | 2.45                                 | 2.01                                 |                                      | 1.80                                 | 3 風水世家:5.75 世間情:2.64 雨夜花:1.04         |                                                            |
| 2014年2月7日                                                                             | 71                                   | 2.69                                 | 2.21                                 |                                      | 1.80                                 | 3 風水世家:5.75 世間情:2.64 雨夜花:1.04         |                                                            |
| 2014年2月10日                                                                            | 72                                   | 3.39                                 | 2.78                                 |                                      | 2.78                                 | 3 風水世家:5.89 世間情:3.65 雨夜花:1.13         | 小天使的最終任務                                           |
| 收視平均                                                                                 | 收視平均                             | -                                    | -                                    |                                      | 1.72                                 |                                                 |                                                            |

- 同時段節目：
  - 三立台灣台《天下女人心／世間情》
  - 民視《風水世家》
  - 台視《幸福蒲公英／結婚好嗎？／神仙·老師·狗》
  - 中視《精忠岳飛／错点鸳鸯·戏点鸳鸯／宮美人計／阿爸的願望／雨夜花》
  - 華視《花非花霧非霧／隋唐演義／陸貞傳奇／後宮甄嬛傳》
  - 大愛《心願／逆光真愛／小妹／紅塵驛站》
- 由AGB尼爾森調查，調查範圍是四歲以上收看電視之觀眾。
- 資料來源：中時娛樂、凱絡媒體週報

## 奬項

### 2013華劇大賞
| 年份   | 獲提名                        | 獎項                       | 結果 |
| ------ | ----------------------------- | -------------------------- | ---- |
| 2013年 | 宥勝(本劇飾演:萬聖仁)         | 新浪微博人氣獎             | 提名 |
| 2013年 | 趙乙丞(本劇飾演:王宇倫)       | 最佳童星獎                 | 提名 |
| 2013年 | 宥勝、房思瑜(本劇飾演:許有愛) | 最佳螢幕情侶獎             | 提名 |
| 2013年 | 宥勝                          | 海外最受歡迎獎             | 提名 |
| 2013年 | 宥勝                          | 最佳男演員                 | 提名 |
| 2013年 |                               | 觀眾票選最受歡迎戲劇節目獎 | 提名 |
| 2013年 | 宥勝                          | 最佳華流明星獎             | 獲獎 |

## 製作團隊
- 製作人：方孝仁、謝益勝
- 編劇：
  - 方懿德、王若婷、陳怡璇、林珮瑜（第1－2集）
  - 陳怡璇、林珮瑜（第3－5集）
  - 陳怡璇、林珮瑜、鄭英敏（第6集）
  - 陳怡璇、林珮瑜、鄭英敏、鄭涵文（第7－11集）
  - 陳怡璇、林珮瑜、鄭英敏、鄭涵文、邵慧婷、鄭湘秦（第12－72集）
- 導演：
  - 林清振、謝德麟（第1－5、67-70集）
  - 謝德麟（第6－66集）
  - 林清振(第71-72集)
- 監製：
  - 陳碧真(第1-20集)
  - 劉秋平(第21-72集)
- 助理監製：
  - 黃台盈(第1-20集)
  - 彭思雯、蔡欣潔(第1-72集)
- 統籌：李能謙
- 製作公司：金牌風華影像製作公司、三立電視
- 贊助單位：台影心【台視影視中心】

## 新聞
- 宥勝勾房思瑜　合組《有愛一家人》 （页面存档备份，存于）
- 非瞧不可的戲劇：宥勝下跪求婚《有愛一家人》放閃吸觀眾 （页面存档备份，存于）
- 台發展演技受賞識‧陳泓宇戲份片酬增加
- 李運慶《有愛》遭整　化女妝妖氣沖天 （页面存档备份，存于）
- 「有愛一家人」與「女人30 情定水舞間」交接

## 外部連結
- 官方网站－三立（繁體中文）
- 官方网站－東森（繁體中文）
- 官方网站－香港無綫電視（繁體中文）
- 有愛一家人的Facebook專頁（繁體中文）

## 作品的變遷
| 臺灣 三立都會台 每週一至週五 20:00 - 21:00   | 臺灣 三立都會台 每週一至週五 20:00 - 21:00        | 臺灣 三立都會台 每週一至週五 20:00 - 21:00 |
| -------------------------------------------- | ------------------------------------------------- | ------------------------------------------ |
|                                              | 有愛一家人 （2013年10月29日－2014年2月10日）      |                                            |
| 幸福選擇題 （2013年7月23日－2013年10月28日） | 女人30情定水舞間 （2014年2月11日－2014年5月27日） |                                            |

| 臺灣 東森綜合台 每週一至週五 22:00 - 23:00               | 臺灣 東森綜合台 每週一至週五 22:00 - 23:00           | 臺灣 東森綜合台 每週一至週五 22:00 - 23:00           |
| -------------------------------------------------------- | ---------------------------------------------------- | ---------------------------------------------------- |
|                                                          | 有愛一家人 （2013年10月29日－2014年2月10日）         |                                                      |
| 幸福選擇題 （2013年7月23日－2013年10月28日）             | 女人30情定水舞間 （2014年2月11日－2014年5月27日）    |                                                      |
| 每週一至週五 10:00 - 11:00                               |                                                      |                                                      |
| 我的寶貝四千金 （重播） （2015年3月25日－2015年4月14日） | 有愛一家人 （重播） （2015年4月15日－2015年7月23日） | 幸福兌換券 （重播） （2015年7月24日－2015年11月4日） |

| 马来西亚 Astro雙星 每週一至週五 18:30 - 19:30              | 马来西亚 Astro雙星 每週一至週五 18:30 - 19:30     | 马来西亚 Astro雙星 每週一至週五 18:30 - 19:30     |
| ---------------------------------------------------------- | ------------------------------------------------- | ------------------------------------------------- |
|                                                            | 有愛一家人 （2013年11月18日－2014年2月25日）      |                                                   |
| 幸福選擇題 （2013年8月12日－2013年11月15日）               | 女人30情定水舞間 （2014年2月26日－2014年6月11日） |                                                   |
| 马来西亚 Astro双星、Astro双星HD 每週日至週四 10:00 - 12:00 |                                                   |                                                   |
| 幸福選擇題 （2015年1月14日－2015年3月11日）                | 有爱一家人 （2015年3月11日－2015年4月30日）       | 女人30情定水舞间 （2015年4月30日－2015年6月22日） |
| 马来西亚 Astro喜悅HD 每週一至週五 17:00 - 18:00            |                                                   |                                                   |
| 借用一下你的愛 （2015年5月12日 - 2015年6月10日）           | 有爱一家人 （2015年6月11日－2015年9月18日）       | 愛情公寓4 （2015年9月21日－2015年10月22日）       |

| 新加坡 星和娱家戏剧台 每週一至週五 19:00 - 20:00 | 新加坡 星和娱家戏剧台 每週一至週五 19:00 - 20:00  | 新加坡 星和娱家戏剧台 每週一至週五 19:00 - 20:00 |
| ------------------------------------------------ | ------------------------------------------------- | ------------------------------------------------ |
|                                                  | 有愛一家人 （2013年12月5日－2014年3月14日）       |                                                  |
| 幸福選擇題 （2013年8月29日－2013年12月4日）      | 女人30情定水舞間 （2014年3月17日－2014年6月30日） |                                                  |

| 香港 無綫電視J2 每週一至週五 19:30 - 20:30 · 7月16日至18日 21:00 - 21:55 | 香港 無綫電視J2 每週一至週五 19:30 - 20:30 · 7月16日至18日 21:00 - 21:55 | 香港 無綫電視J2 每週一至週五 19:30 - 20:30 · 7月16日至18日 21:00 - 21:55 |
| ------------------------------------------------------------------------ | ------------------------------------------------------------------------ | ------------------------------------------------------------------------ |
|                                                                          | 有愛一家人 （2014年4月21日－2014年7月29日）                              |                                                                          |
| 幸福選擇題 （2014年1月8日－2014年4月18日）                               | 燒賣 （2014年7月30日－2014年8月15日）                                    |                                                                          |

| Echannel 日常17:00                                                                         | Echannel 日常17:00                          | Echannel 日常17:00 |
| ------------------------------------------------------------------------------------------ | ------------------------------------------- | ------------------ |
|                                                                                            | 有愛一家人 （2015年12月7日－2016年2月23日） |                    |
| 我一定要成功 （2015年1月15日－2015年10月14日）18:30 （2015年10月15日－2015年12月6日）17:00 | 天地有情 （2016年2月24日－2016年9月2日）    |                    |

| 臺灣 三立綜合台 每週一至週五 20:00 - 21:00       | 臺灣 三立綜合台 每週一至週五 20:00 - 21:00   | 臺灣 三立綜合台 每週一至週五 20:00 - 21:00 |
| ------------------------------------------------ | -------------------------------------------- | ------------------------------------------ |
|                                                  | 有愛一家人 （2015年12月16日－2016年3月25日） |                                            |
| 我的寶貝四千金 （2015年8月20日－2015年12月15日） | 好想談戀愛 （2016年3月28日－2016年）         |                                            |